# Davidhof
Der Davidhof, auch David-Hof, ist ein denkmalgeschützter Gemeindebau im 16. Wiener Gemeindebezirk Ottakring. Er wurde zwischen 1926 und 1927 nach Plänen der Architekten Walter Broßmann und Alfred Keller errichtet und umfasst 242 Wohnungen.

## Lage
Der Davidhof liegt in der Wiener Katastralgemeinde Ottakring. Der Gemeindebau wird im Süden von der Spindeleggergasse, im Westen von der Seitenberggasse, im Norden von der Effingergasse und im Osten von der Römergasse begrenzt.

## Geschichte und Bauwerk
Der Davidhof wurde auf einem bis dahin unverbauten Gelände errichtet, das im Wiener Generalstadtplan von 1912 lediglich eine Parzellierung aufwies. Für die Errichtung des Davidhofes zeichnete das Architektenteam Broßmann und Keller verantwortlich, das vor dem Davidhof bereits den in den Jahren 1925 bis 1926 errichteten Jean-Jaurès-Hof entworfen hatte. Für die Errichtung des Davidhofes wählten Broßmann und Keller eine Blockrandverbauung, die sie fünf- bzw. siebengeschoßig ausführen ließen. Auf Grund des abfallenden Geländes fällt das Erdgeschoß des Davidhofes unterschiedlich hoch aus, wobei der Höhenunterschied durch ein rot gefasstes Gesimsband, dass das Erdgeschoß von den Obergeschoßen trennt, akzentuiert wurde. Des Weiteren wurde die Außenfassade durch vorspringende Fensterachsen, mehrgeschoßige Spitzerker und hoch aufragende Aufzugstürme gestaltet. Als weitere Gestaltungselemente setzten die Architekten zudem verschiedene Fensterformen, Sohlbankgesimse und hohe Giebel ein. Auf Grund seiner hohen Giebel und der kleinen Rundbogenloggien wird der Davidhof dabei dem „ländlichen Typus“ der frühen Gemeindebauten zugerechnet, wobei sich derartige romantisch-expressive Gestaltungsprinzipien in der Zeit um 1925 bei der Errichtung von Wohnhausanlagen in Wien allgemein durchsetzten.
Der große, in zwei Bereiche gegliederte Innenhof ist durch straßenseitige Rundbogenportale erreichbar. Vom begrünten und terrassierten Innenhof des Gemeindebaus sind über zehn Stiegen die 242 Wohnungen des Davidhofes erreichbar.